# Zoltán Friedmanszky
Zoltán Friedmanszky (Ormospuszta, 22 ottobre 1934 – 31 marzo 2022) è stato un calciatore ungherese, di ruolo attaccante.

## Carriera
Fu capocannoniere del campionato ungherese nel 1958 assieme a János Molnár. Registrò 4 presenze ed 1 rete in Nazionale B.